# Emba
För andra betydelser, se Emba (olika betydelser).
Emba (kazakiska: Ембі, Jembi, eller Жем, Zjem; ryska: Эмба) är en flod i västra Kazakstan som har sina källor i Mugodzjarbergen och som efter cirka 640 kilometer (enligt annan mätning 712 kilometer) når Kaspiska havet i sydväst. Den har ett avrinningsområde på 40 400 km².
Flodens lopp tar den genom norra delen av Ustiurtplatån, och den rinner ut i Kaspiska havet genom en serie grunda laguner, vilka fram till 1900-talet var farbara. Det nedre loppet av floden genomkorsar ett område av saltdomer och de oljerika Emba-fälten. 
Embafloden är ett av alternativen för gräns mellan Asien och Europa.